# Quân khu Karpat

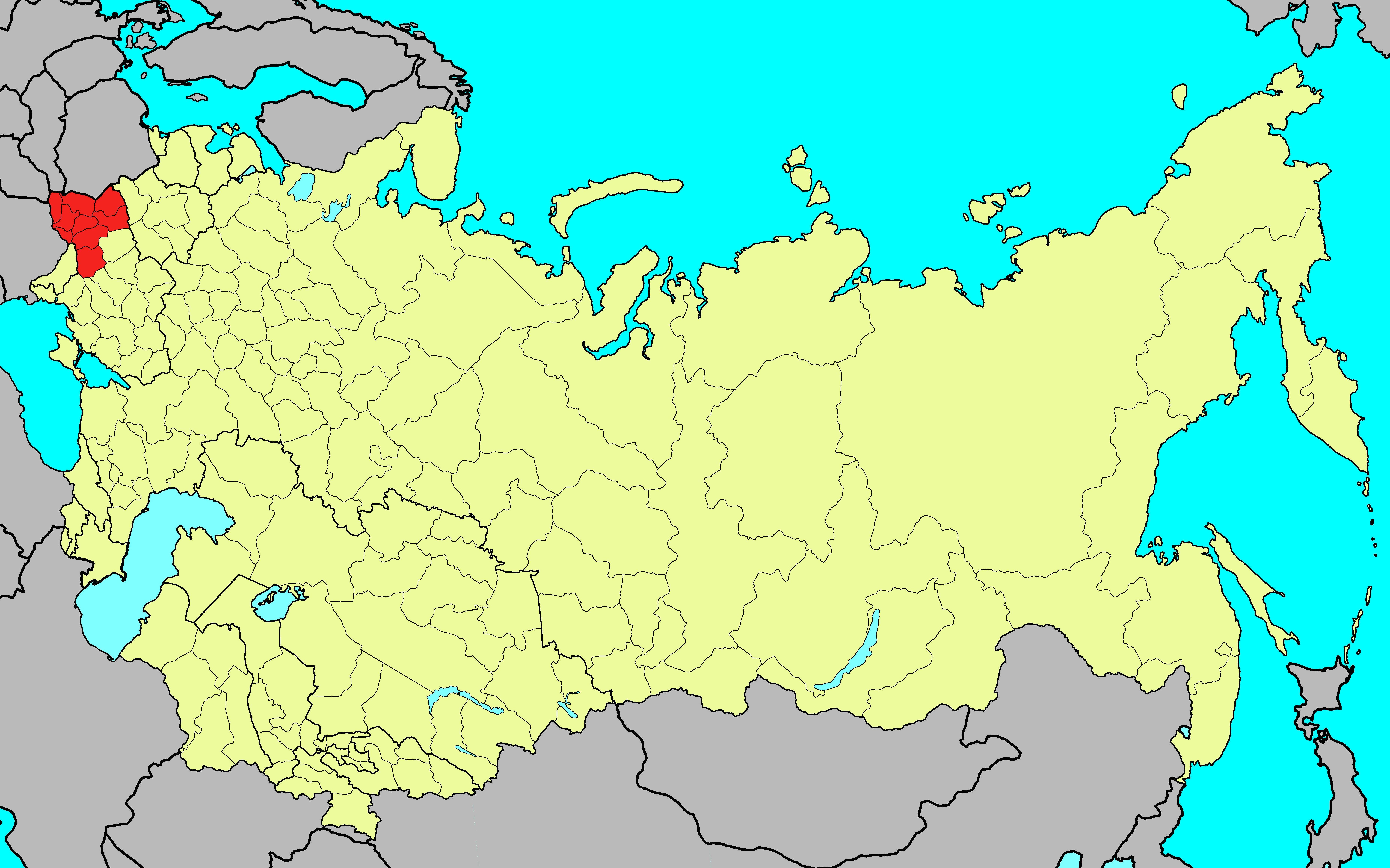
Vị trí của Quân khu Karpat trên bản đồ Liên Xô và Đông-Trung Âu.

Quân khu Karpat (tiếng Nga: Прикарпатский военный округ) là một quân khu của Quân đội Liên Xô. Quân khu này bảo vệ vùng lãnh thổ phía Tây Ukraina nơi có một phần Dãy núi Karpat, giáp với khu vực Trung Âu.
Phạm vi của quân khu này bao trùm các tỉnh Vinnytsia, Volyn, Zhytomyr, Zakarpattia, Ivano-Frankivisk, Lviv, Rivensk, Khmelnytskyi, Ternopil, và Chernivetskyy.
Bộ tư lệnh quân khu đóng ở Lviv.